# 学園ぱらだいす
学園ぱらだいす（がくえんぱらだいす）は、和栗あきらとORGが製作した学園ドラマをテーマにしたテーブルトークRPG（TRPG）のタイトルである。1992年にツクダホビーからボックス版として発売された。通称は『学ぱら』。

## 概要
ごく普通の学園を舞台に、ごく普通の一般学生たちの、ごく普通な日常生活を描くというコンセプトで作られたゲームであり、冒険や戦闘といったテーブルトークRPGのスタンダードな要素は一切切り捨てられている。戦闘ルールというものも存在しない。
現在の恋愛ゲームにかなり近い要素を大量に含んでいるゲームなのだが、このゲームが発売されたのは『ときめきメモリアル』どころか『同級生』よりも前であり、当時のテーブルトークRPGのゲーマーにとっては、「恋愛や人間関係をテーマにしたゲーム」というのは異端以外の何者でもなくあまり注目もされなかった。結果としてサプリメントやリプレイなどの関連製品も一切発表されずに絶版となってしまったのだが、現在では早すぎた名作として評価されることもある。
人間関係ルールや、NPCの紹介に使われている優れた編集構成の部分など、後のテーブルトークRPGに影響をあたえている部分も多数存在する。
ゲームデザインをORG所属（当時）の和栗あきら、監修をORG社長であった大貫昌幸が担当しており、大貫の遺作となった。ボックスアートは宮崎県人、クラスメイトのイラストは宮須弥が担当している。
RPG福袋’94では、本作のタイトルをパロディとしている学園薔薇ダイスというボーイズラブTRPGが収録されている（デザイナーは細江ひろみ）

## システム
行為判定はパーセンテージロール形式であり、プレイヤーキャラクターの持つ能力値から、行為判定の成功率がパーセンテージで設定される。能力値は「体力」や「知性」といった肉体的・精神的な要素を示すものではなく、「テスト」「スポーツ」「あそび」「家庭」「恋愛」「星座」の6種類となっている。
クラスメイトと友情や愛情を育むことこそが『学園ぱらだいす』のテーマであるため、クラスメイトと自分のPCとの人間関係を表現する様々なルールが実装されている。クラスメイト40人全員に対して好感度や恋愛度を数値データとして管理する部分や「一目惚れ判定」のルールなどは、当時としては類を見ない革新的なものであった。

## 世界設定
舞台となるのはごく普通の日本の高校「東鳳学園」である。
プレイヤーキャラクターが所属することになる「2-C」のクラスメイト40名の詳細な設定がイラストとともに掲載されており、さらには各クラスメイトごとに、そのクラスメイトを主役NPCとしてシナリオを自作する場合のストーリーサンプルが全員分収録されている。

## 作品一覧
- 学園ぱらだいす